# Punto di fumo
Il punto di fumo è la temperatura a cui un grasso alimentare riscaldato comincia a rilasciare sostanze volatili che divengono visibili sotto forma di un fumo tendente al colore bianco, formando anche acroleina, una sostanza tossica.
È particolarmente importante nella frittura, sia casalinga, sia industriale o dei ristoratori, in quanto il grasso comincia a sviluppare fumo, fastidioso per gli occhi e pericoloso se inalato. Oltre all'acroleina il fumo dalla frittura del cibo può contenere idrocarburi policiclici aromatici, ammine eterocicliche, formaldeide, acetaldeide, acrilamide. Le emissioni dal processo di frittura ad alta temperatura sono state classificate come "probabilmente cancerogene per l'uomo" (Gruppo 2a) dalla International Agency for Research on Cancer (IARC).
Il punto di fumo può essere variato da un uso eccessivo e ripetuto dello stesso olio consumato nelle fritture.
Esso è una caratteristica del grasso, che non dipende dalla distribuzione di acidi grassi contenuti ma soprattutto dalla quantità di acidi grassi liberi, l'acidità dell'olio.
Questo spiega come oli ricchi di acidi polinsaturi ma con una concentrazione di acidi liberi molto bassa, nonostante siano più suscettibili all'ossidazione, possano avere punti di fumo più alti di oli composti prevalentemente da acidi monoinsaturi.
Intervengono sul punto di fumo di un olio per frittura altri fattori: 
- la presenza di agenti antipolimerizzanti (antiossidanti attivi sopra i 130 °C)
- la presenza di dimetilpolisiloxani, additivo alimentare E900
- la presenza di acqua e micro componenti volatili[4]
- la presenza di fosfolipidi[4]
- la presenza di eventuali residui di solventi di estrazione [4]

I processi che portano a degradare un olio durante la frittura sono complessi e punto di fumo, stabilità all'ossidazione, stabilità alla temperatura di uno specifico olio sono solo alcuni dei fattori.
Va quindi dato scarso credito a quanto si legge in proposito su giornali e riviste, o su internet, pro o contro un olio di una specifica origine.
Infatti l'olio proveniente dalla stessa fonte, vegetale o animale, può avere un punto di fumo particolarmente alto (sopra 220 °C), se raffinato in modo da avere la concentrazione di acidi grassi <0,05% e relativamente basso (<180 °C), se con una concentrazione di acidi grassi liberi dell'ordine del 0,4%. 
Per questo gli oli per frittura in commercio spesso non indicano la o le specie vegetali di provenienza ed esistono versioni contrastanti sul valore del punto di fumo di vari oli vegetali.
| Punto di fumo tipico di oli e grassi alimentari con acidità inferiore a 0,05 : | Punto di fumo tipico di oli e grassi alimentari con acidità inferiore a 0,05 : |
| Tipo di Olio | (Cº)                                                                           |
| --- | ------------------------------------------------------------------------------ |
| Olio di palma ad alto oleico | 230                                                                            |
| Stearina dell'olio di palma | 230                                                                            |
| Olio di palma | 254                                                                            |
| Olio di cocco | 196                                                                            |
| Canola, Olio di colza a basso erucico | 236                                                                            |
| Olio di colza a basso erucico ed alto oleico | 240                                                                            |
| Olio di mais | 235                                                                            |
| Olio di semi di soia | 240                                                                            |
| Olio di semi di soia a basso linolenico | 237                                                                            |
| Olio di soia idrogenato | 230                                                                            |
| Olio di semi di cotone | 232                                                                            |
| Olio di arachidi | 230                                                                            |
| Olio di semi di girasole a medio oleico | 211                                                                            |
| Olio di semi di girasole ad alto oleico | 244                                                                            |
| Lardo | 240                                                                            |
| Sego | 230                                                                            |
| Olio di riso | 229                                                                            |
| Olio di riso ad alto orizanolo | 222                                                                            |
| Valori rilevati da singoli test di prodotti commerciali sul mercato USA, statisticamente non significativi e non indicativi di un campo di valori del punto di fumo di oli o grassi di diversa origine. |                                                                                |